# Симидзу С-Палс

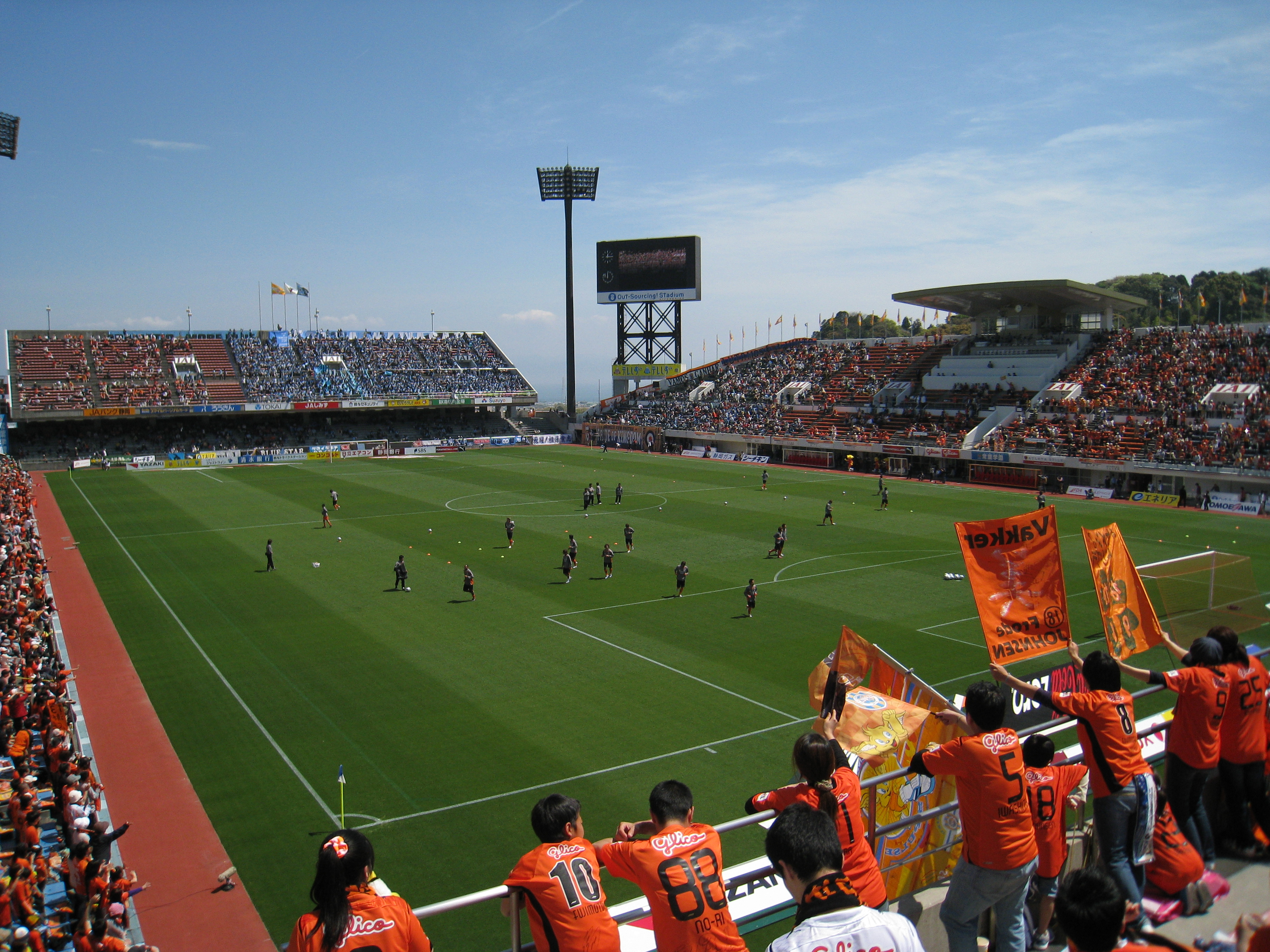
Нихондайра

«Симидзу С-Палс» (яп. 清水エスパルス Симидзу Эсупарусу, англ. Shimizu S-Pulse) — японский футбольный клуб из города Сидзуока, префектура Сидзуока.

## История
Клуб был основан в 1992 году в преддверии формирования профессиональной футбольной Джей-лиги.

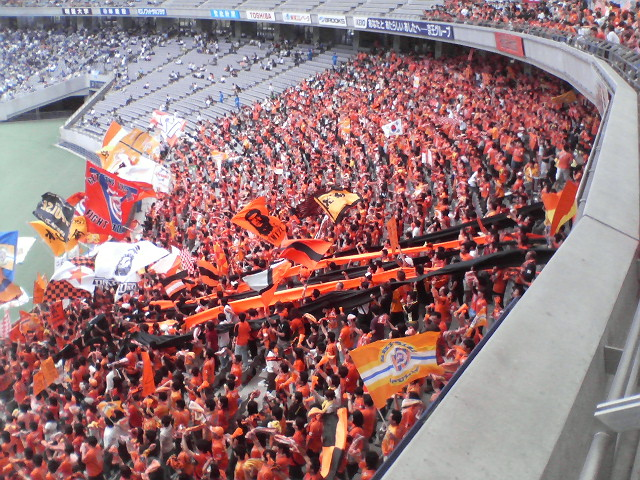
Болельщики клуба на выезде в Токио

За свою короткую историю клуб сумел стать одним из лидеров японского клубного футбола, в основном опираясь на «домашних» игроков из самой футбольной провинции Японии — Сидзуоки.

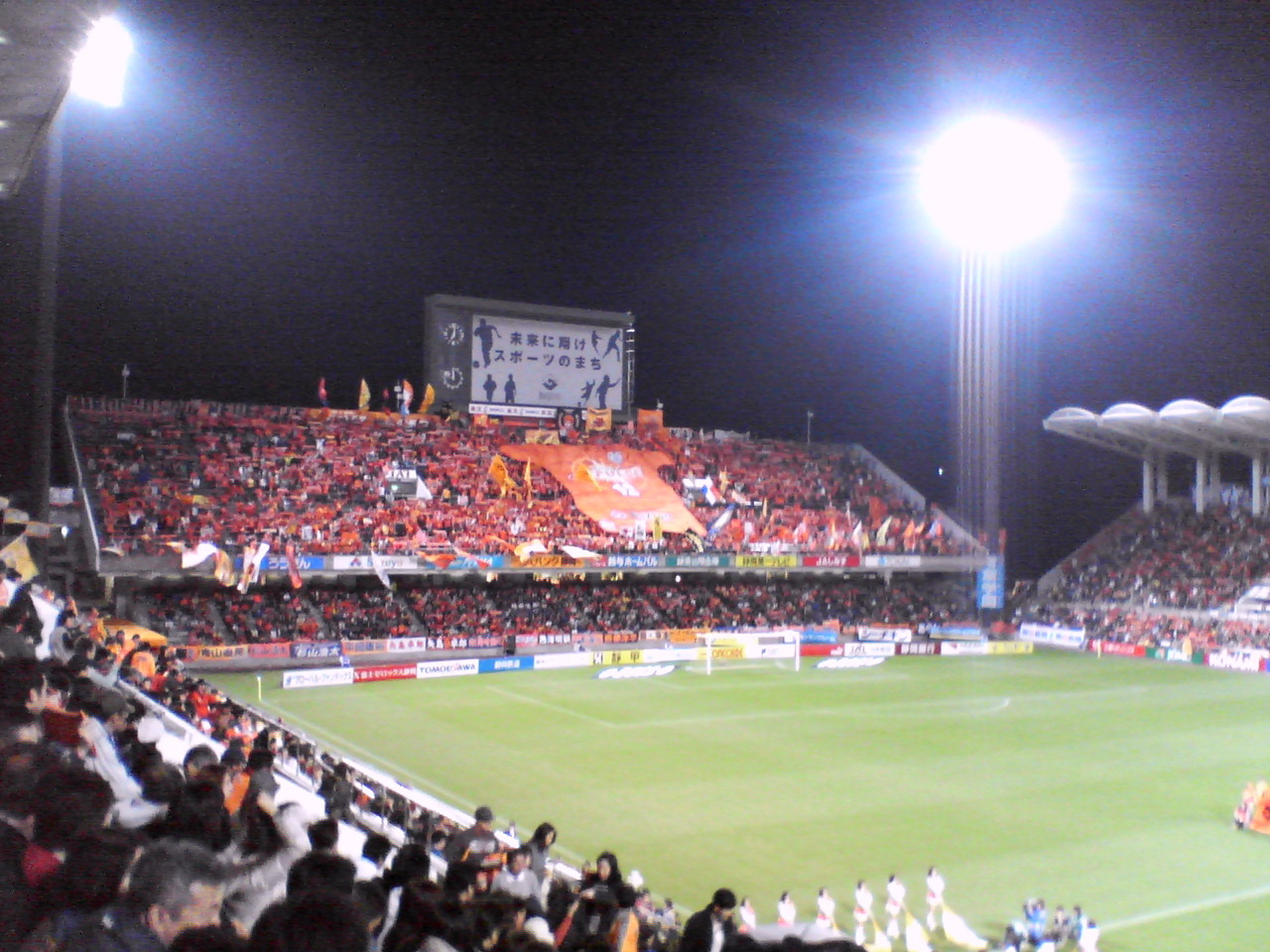

Форму футболистов с 1997 года выпускает единственная компания Puma, до этого правами также владела корпорация Mizuno.

## Достижение

### Национальные
- Серебряный призёр чемпионата Японии: 1999
- Бронзовый призёр чемпионата Японии: 1993, 1998.
- Обладатель кубка Императора: 2001.
- Финалист кубка Императора (4): 1998, 2000, 2005, 2010
- Обладатель кубка Лиги: 1996.
- Финалист кубка Лиги (3): 1992, 1993, 2008.

### Международные
- Обладатель кубка Кубков Азии: 2000